# Дом на камне
«Дом на камне» — художественный фильм Александра Хрякова.

## Сюжет
Фильм снят по мотивам рассказа Рэя Брэдбери «Отпрыск Макгиллахи», герой которого — ирландский писатель Смит — спустя 15 лет возвращается в Дублин, где в 1953 году работал над пьесой. Загадочная история с возвращением ведёт читателя в сферу мистического, Смиту кажется, что он встречает тени собственного прошлого. В фильме сюжет рассказа перенесен в наши дни. Русский писатель (его играет Юозас Будрайтис), покинувший отечество пятнадцать лет назад, приезжает со своей женой на три дня в Москву.

## В ролях
- Юозас Будрайтис
- Ирина Купченко
- Иван Лапиков
- Борис Романов
- Светлана Светличная
- Евгений Редько
- Ариадна Шенгелая
- Вадим Ледогоров
- Татьяна Ташкова
- Елена Ланская
- Анна Дубровская
- Валерий Баринов
- Галина Демина
- Сергей Плотников
- Гоша Хряков